# Heterarthrus microcephalus
Heterarthrus microcephalus är en stekelart som först beskrevs av Johann Christoph Friedrich Klug 1818.  Heterarthrus microcephalus ingår i släktet Heterarthrus, och familjen bladsteklar. Arten är reproducerande i Sverige.